# بیانکا شوئیده
بیانکا شوئیده (انگلیسی: Bianka Schwede؛ زادهٔ ۹ ژانویهٔ ۱۹۵۳) قایقران روئینگ اهل آلمان شرقی بود.
وی در مسابقات کشوری و بین‌المللی در مجموع برندهٔ ۴ مدال طلا شده‌است.